# Kexi
Kexi — інтегрований застосунок для керування даними з KOffice/Calligra Suite.  Може використовуватися для проєктування баз даних, обробки даних, виконання запитів. Kexi може підключатися до різних серверів баз даних, наприклад PostgreSQL та MySQL. Також він може працювати без сервера, використовуючи вбудовану систему баз даних SQLite. Підтримує створення форм для настроюваного відображення даних. 
Також дозволяє створювати прості звіти.  Підтримка скриптових мов Python та Ruby, макро зараз перебуває на експериментальній стадії. Всі об'єкти бази даних — таблиці, запити, форми тощо — зберігаються у самій базі даних, дозволяючи легко розповсюджувати бази даних. 
Програма позиціюється для заповнення проміжку між табличними програмами і складнішими базами даних.   Kexi є частиною  KDE Desktop Environment та KOffice.  Працює під ОС GNU/Linux, UNIX, Mac OS X (використовуючи Fink), Solaris та Microsoft Windows.